# Tetragoneura parachilena
Tetragoneura parachilena är en tvåvingeart som beskrevs av Duret 1982. Tetragoneura parachilena ingår i släktet Tetragoneura och familjen svampmyggor. Inga underarter finns listade i Catalogue of Life.